# Троицкий 107-й пехотный полк
107-й пехотный Троицкий полк — воинская часть Российской императорской армии в составе 27-й пехотной дивизии.

## Формирование и кампании полка
Старшинство Троицкого полка считается с 17 мая 1797 года, когда был сформирован 10-й (с 1801 года — 9-й) егерский полк. В 1819 году А. П. Ермолов переименовал полк, Троицкий полк поменялся названием с Апшеронским. 9-й егерский полк с отличием участвовал в кампаниях на Кавказе против горцев и против турок в 1806—1812 и 1828—1829 годах.
По упразднении номерных егерских полков этот полк был 28 января 1833 года присоединён к Костромскому пехотному полку. Костромской полк в 1849 году был в Венгерском походе, затем сражался в Крыму и защищал Севастополь против англо-французов.
6 апреля 1863 года из 4-го и резервного батальона и бессрочно-отпускных 5-го и 6-го батальонов Костромского полка был сформирован резервный Костромской пехотный полк, наименованный 13 августа того же года Троицким пехотным полком. 25 марта 1864 года этот полк получил № 107.

## Знаки отличия полка
- Простое полковое знамя с надписью «1797—1897» с Александровской юбилейной лентой. Пожаловано 17 мая 1897 года.
- «Поход за военное отличие». Пожалован батальонам 30 августа 1856 года в бытность их в составе Костромского полка.
- Знаки на головные уборы для нижних чинов с надписью «За отличие». Унаследованы от 9-го егерского полка, которому они были пожалованы за русско-турецкую войну 1828—1829 годов.

## Командиры полка
- 21.04.1863[1] — 30.08.1873 — полковник Пашенный, Николай Степанович
- 30.08.1873 — 25.11.1873[2] — полковник Саранчев, Василий Андреевич
- 01.12.1873 — 13.08.1882 — полковник Никитин, Владимир Семёнович
- 13.08.1882 — 20.11.1886 — полковник Миллер, Александр Карлович
- 15.12.1886 — 31.01.1894 — полковник Крыжановский, Анатолий Рафаилович
- 09.02.1894 — 12.11.1897 — полковник Стромилов, Николай Николаевич[3]
- 12.11.1897 — 02.11.1899 — полковник Петров, Александр Константинович[4]
- 25.11.1899 — 16.03.1904 — полковник Петров, Александр Карпович
- 16.03.1904 — 15.06.1907 — полковник Федяй, Леонид Васильевич
- 15.06.1907 — 31.07.1910 — полковник Байов, Константин Константинович
- 31.07.1910 — 15.01.1915 — полковник Орловский, Константин Константинович
- 15.01.1915 — 07.06.1917 — полковник Борзинский, Григорий Михайлович
- 10.06.1917 — хх.хх.хххх —  полковник Энгельгардт, Михаил Александрович

## Другие формирования этого имени
В русской императорской армии был ещё другой Троицкий пехотный полк, сформированный 25 июня 1700 года. В 1833 году при общей реорганизации армии полк был расформирован и его батальоны вошли в состав Белозерского пехотного полка. В 1863 году из запасных батальонов Белозерского полка был сформирован Лифляндский пехотный полк, в котором и было сохранено старшинство и знаки отличия старого Троицкого полка.